# 产品战略
产品战略是企业战略管理咨询中很重要的一部分，根据个企业和公司的不同实力制定出不同的计划，然后再通过一定的方法把公司的远景进行相应的规划和设计，通过规划把各个层次分布到产品层、产品群或者产品中，最后到达各地域范围。产品战略被称为企业销售中的灵魂部分。

## 产品战略的实施
产品战略 的准备阶段过后就要对整个战略进行付出实践。首先要做到对企业市场有足够分析和调查；其次，对公司的产品的地图进行描述和解析；第三，制定出一套完整的指定产品或者某个产品的策略；第四，通过战略的实施来确定资源配置的计划。通过计划和实施来达到一定的目的。